# Momina zarkwa
Momina zarkwa (bulgarisch Момина църква) ist ein Dorf im Strandscha-Gebirge im Oblast Burgas in Bulgarien. 

## Geografie
Momina zarkwa ist nur 8 km von der bulgarisch-türkischen Grenze entfernt. Der Ort liegt 8 km vom Dorf Fakiya, 16 km vom Dorf Dolno Yabalkovo und 20 km vom Dorf Gorno Yabalkovo entfernt. Die nächste Stadt ist Sredez (31 km entfernt). Die Entfernung zwischen Momina zarkwa und der nächstgelegenen Bezirksstadt Burgas beträgt 61 km. Das Dorf liegt in den niedrigen Teilen des 632 m hohen Karvarska-Gipfels. Die Höhe von Momina zarkwa beträgt ca. 250 m über dem Meeresspiegel. Die Lage des Dorfes befindet sich in einer Senke, umgeben von mehreren Hügeln.